# لورينزو مارتينيز
لورينزو مارتينيز (5 سبتمبر 1951 - ) هو لاعب كرة طائرة كوبا. شارك في الألعاب الأولمبية الصيفية 1976 والألعاب الأولمبية الصيفية 1972.

## وصلات خارجية
- لورينزو مارتينيز على موقع أوليمبيديا (الإنجليزية)